# Liste des partis politiques en Mongolie
Cette liste présente les partis politiques mongols.

## Actuels

### Représentés auGrand Khoural d'État
- le Parti du peuple mongol (PPM), membre de l'Internationale socialiste ;
  - anciennement le Parti révolutionnaire du peuple mongol (PPRM) qui existe toujours depuis une scission avec le PPM en 2010 ;
- le Parti démocrate (PD), libéral et social-démocrate, membre associé de l'Union démocratique internationale ;

### Autres partis
- le Parti vert mongol, premier parti vert fondé en Asie ;
- le Parti républicain mongol ;
- le Dayar Mongol (en français : Tous les Mongols), nationaliste refusant les capitaux étrangers, japonais et chinois principalement.

## Disparus
- le Parti social-démocrate mongol (PSDM), dissous dans le Parti démocrate ;
- le Parti national démocratique mongol (PNMD), dissous dans le Parti démocrate ;
- le Parti démocrate mongol, dissous dans le PNMD ;
- le Parti du progrès national de Mongolie, dissous dans le PNMD.